# Agridia (Zypern)
Agridia (griechisch Αγρίδια) ist eine Gemeinde im Bezirk Limassol in Zypern. Bei der Volkszählung im Jahr 2021 hatte sie 108 Einwohner.

## Lage und Umgebung

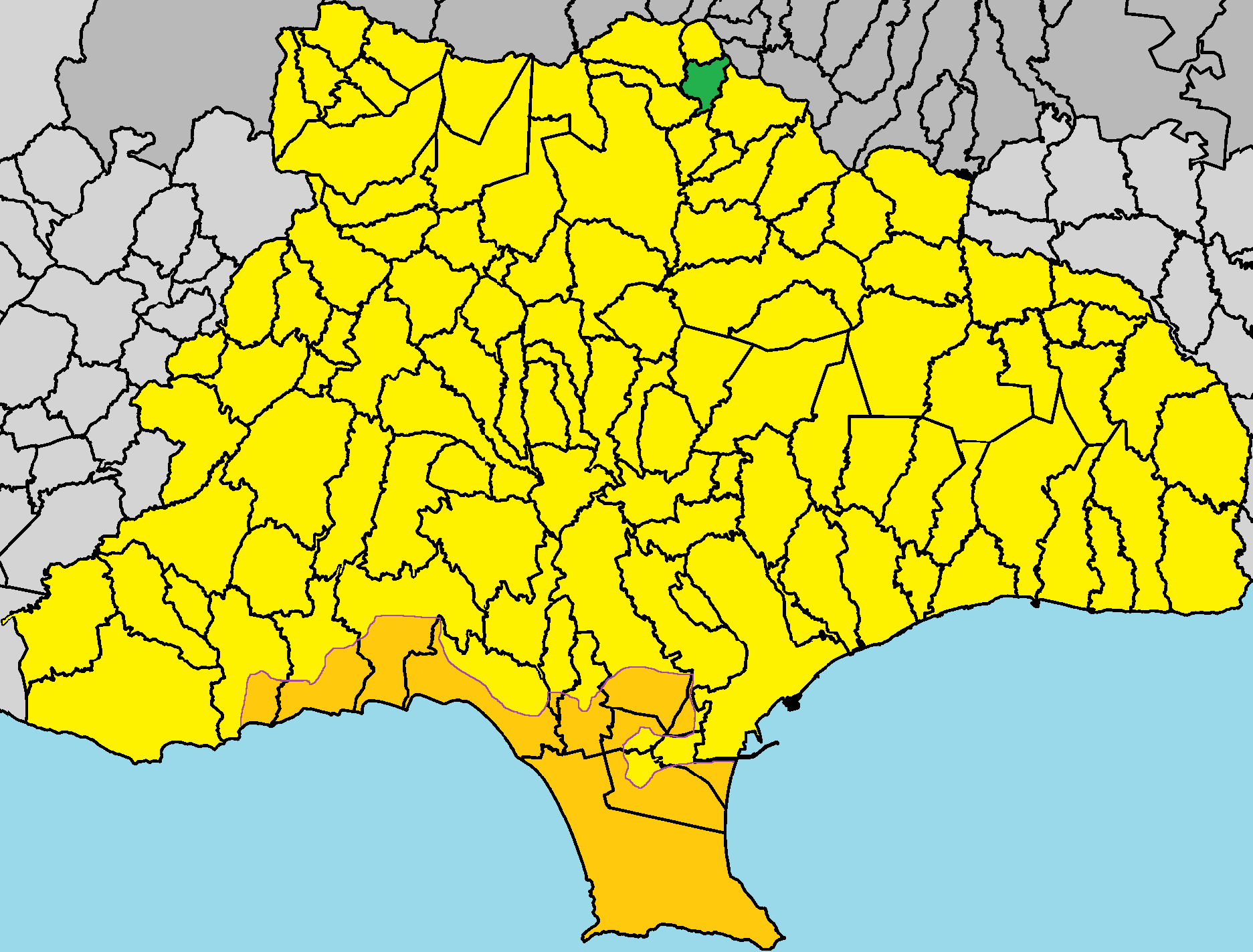
Lage im Bezirk Limassol

Agridia liegt in der Mitte der Insel Zypern auf circa 1110 Metern Höhe, etwa 40 km südwestlich der Hauptstadt Nikosia, 25 km nördlich von Limassol und 55 km westlich von Larnaka.
Der Ort liegt etwa 27 Kilometer von der Mittelmeerküste entfernt im vergleichsweise grünen und bewaldeten Troodos-Gebirge. Dabei befindet er sich im Norden des Bezirks Limassol nahe der Grenze zum Bezirk Nikosia. Knapp nördlich am Ort vorbei verläuft die Straße E909, die ins Zentrum des Gebirges beziehungsweise nach Nikosia führt.
Orte in der Umgebung sind Chandria im Norden, Polystypos und Alona im Bezirk Nikosia im Osten, Agros im Südosten, Potamitissa und Dymes im Süden sowie Kyperounta im Nordwesten.

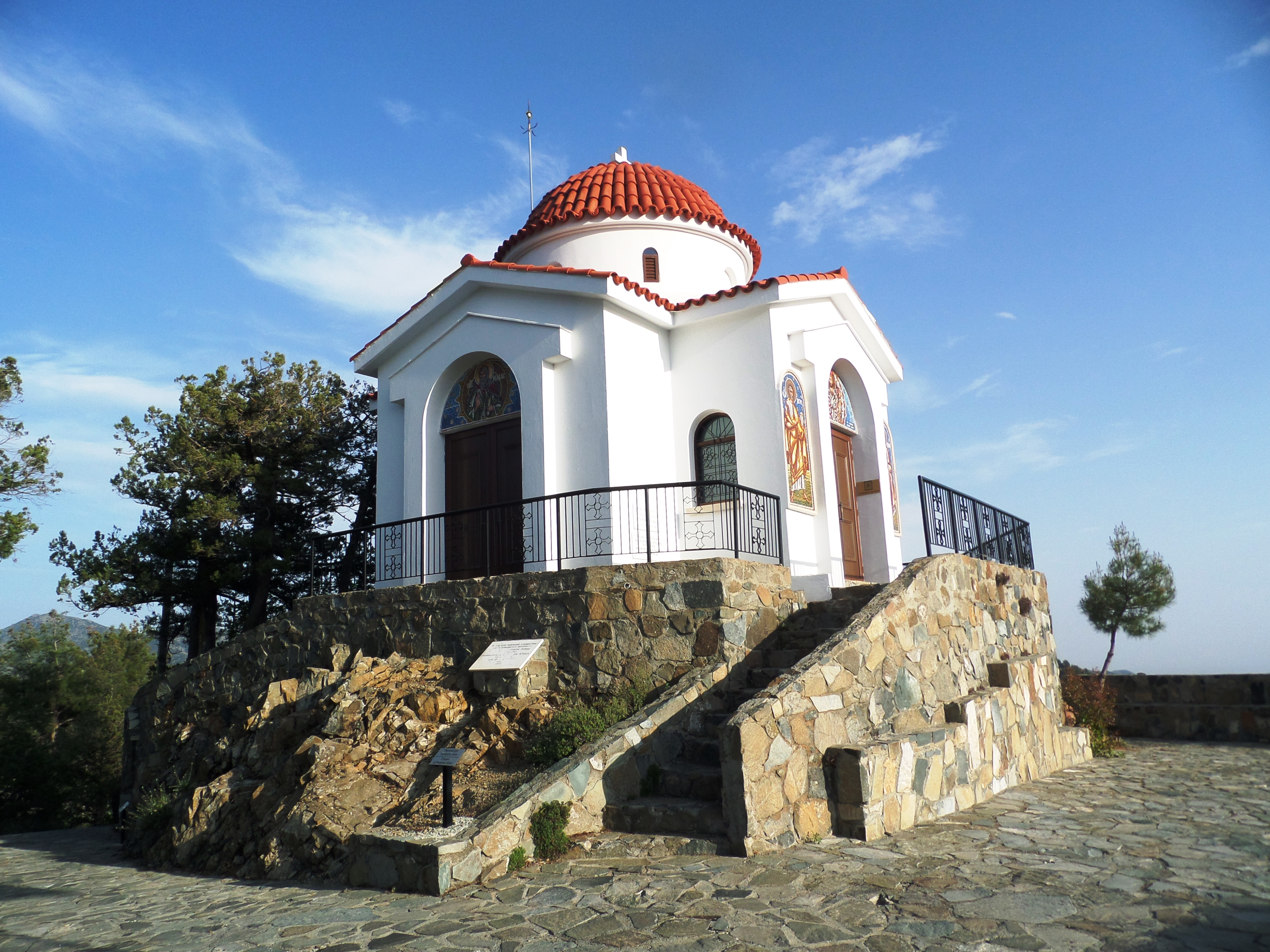
Kirche im Dorf